# Random Reader

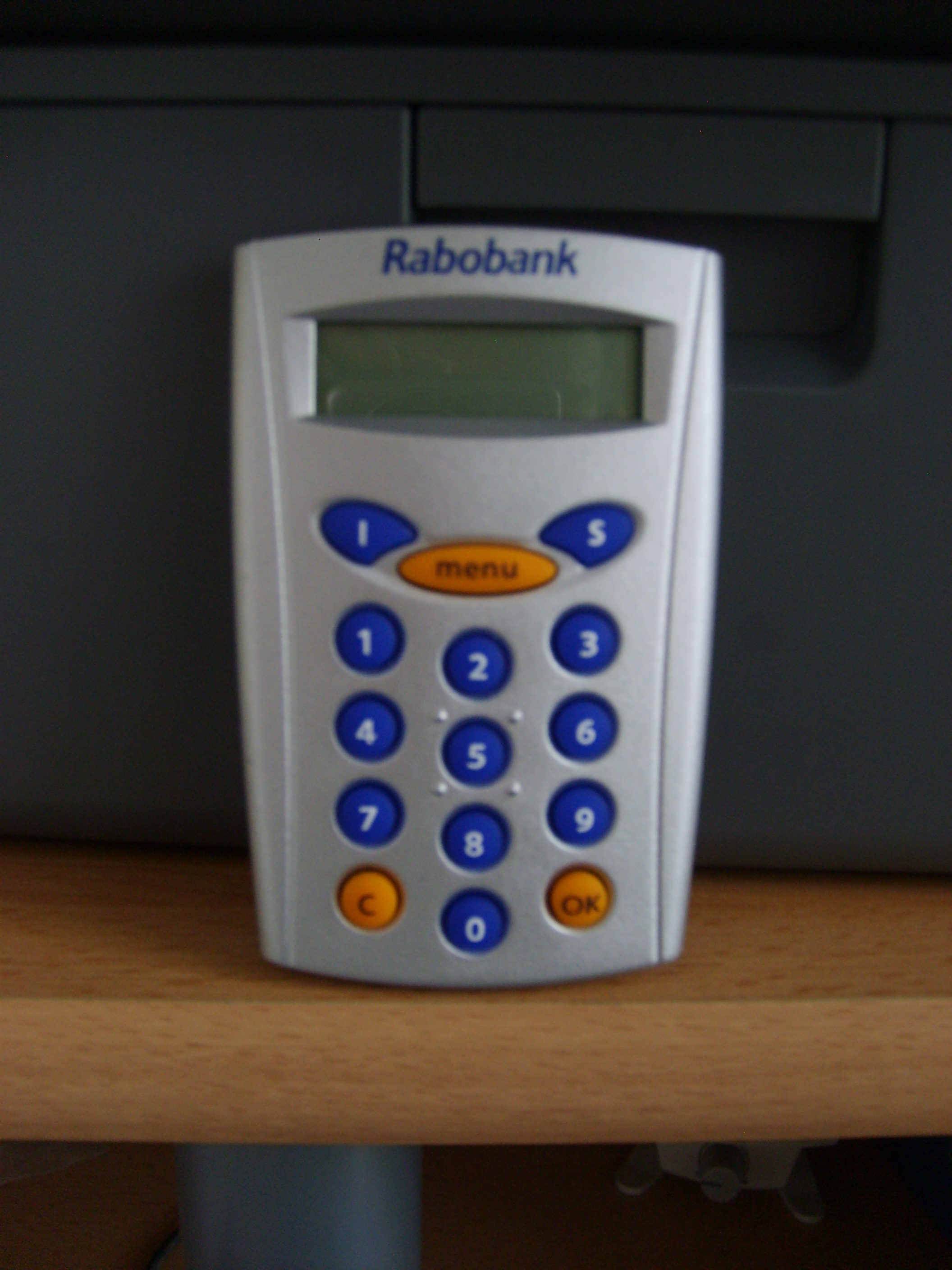
Een Random Reader

De Random Reader is een naam gegeven door Rabobank voor een specifiek type Digipass. Het is een paslezer die werd geleverd bij een internetbankierenabonnement van deze bank. Met deze paslezer is het mogelijk om, mits de gebruiker beschikt over een bankpas met bijbehorende pincode, zich te identificeren op hun website. Daarna kunnen betalingsoverzichten bekeken worden en betalingsacties uitgevoerd worden van rekeningen behorende bij de aangemelde gebruiker. Ook is de Random Reader nodig om via de Rabobank gebruik te kunnen maken van iDEAL.
In de algemene voorwaarden van 2014 is de Random Reader gedefinieerd als "een hulpmiddel waarmee u met een bankpas of creditcard en pincode een inlogcode en signeercode kunt aanmaken."

## Werking
Het apparaatje heeft een lcd-display en een invoerschuif voor de pinpas. Daarnaast een numeriek toetsenbord, waarop de pincode en andere, door de bank gegenereerde codes kunnen worden ingevoerd.
De Random Reader genereert met de tijd (GMT) en een wiskundige sleutel, een code die gelijk is aan de code die online-bankieren nodig heeft. Het apparaat staat zelf niet in verbinding met telefoon of internet.
De voorloper van de Random Reader was een ander type Digipass. Deze was persoonsgebonden, terwijl de Random Reader (zoals andere Digipass uit de 8XX-reeks) gecombineerd kan worden met iedere pinpas (of bankkaart) die klaar is gemaakt voor Rabo Internetbankieren.
De Random Reader is gefabriceerd door het Amerikaanse beveiligingsbedrijf VASCO.
Vanaf 1 oktober 2015 is de Random Reader niet meer te gebruiken en is deze vervangen door de Rabo Scanner.